# Leubnitz-Neuostra

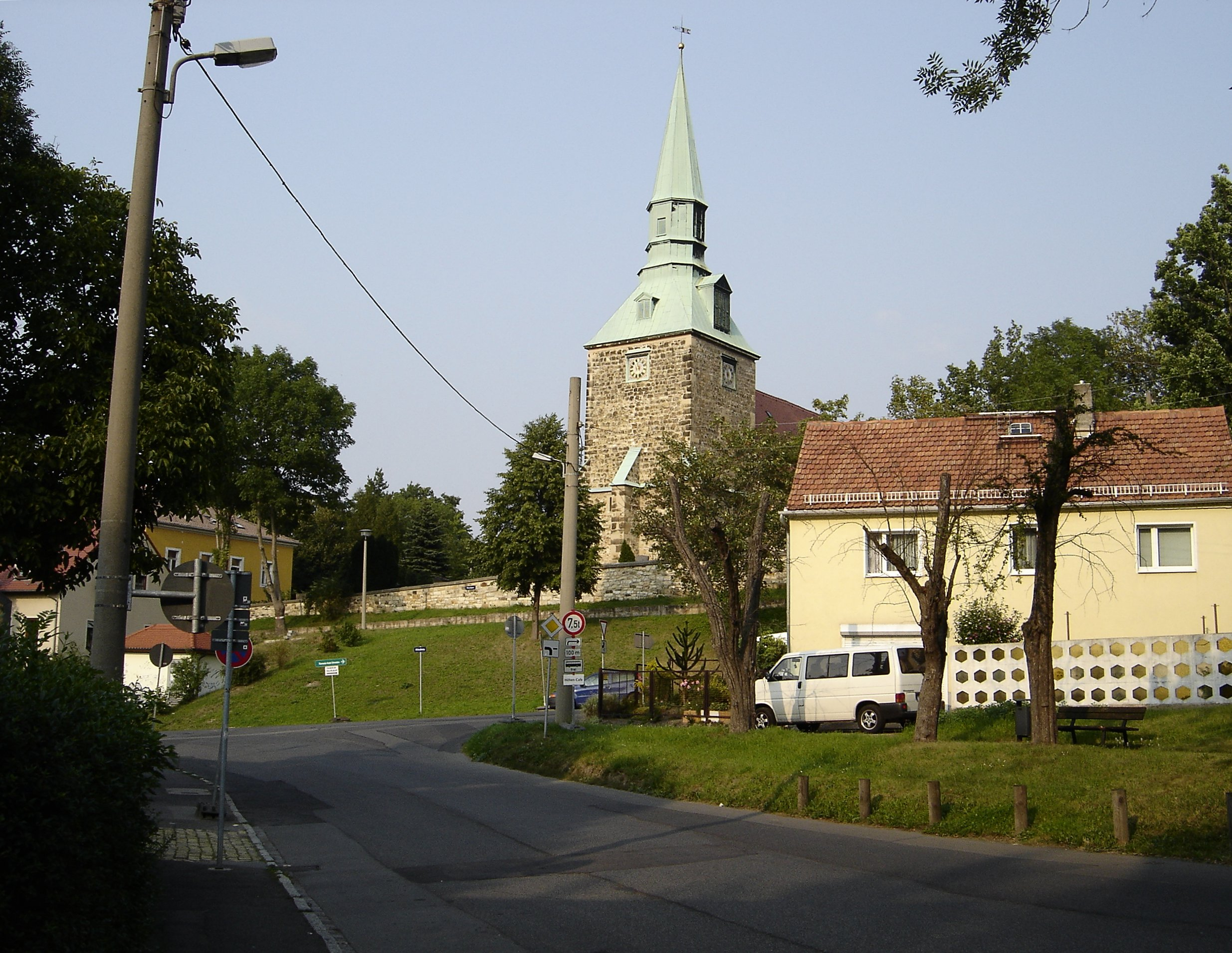
Kirche Leubnitz-Neuostra

Leubnitz-Neuostra ist ein Stadtteil im Dresdner Süden. Bekannt ist der Doppelort aus Leubnitz und Neu-Ostra vor allem durch den alten Dorfkern von Altleubnitz, der zu den besterhaltenen in Dresden gehört. Es gehört in seiner gesamten Gemarkung zum Stadtbezirk Prohlis und ist darin Kern des statistischen Stadtteils Leubnitz-Neuostra mit Torna und Mockritz-Ost.

## Geographie
Der Stadtteil Leubnitz-Neuostra liegt etwa fünf Kilometer südöstlich der Innenstadt am südlichen Stadtrand leicht erhöht auf etwa 160 m ü. NN. In südwestlicher Richtung ist über den Nöthnitzgrund auf einem etwa drei Kilometer langen Spazierweg Schloss Nöthnitz zu erreichen.
Umgebende Stadtteile sind Gostritz im Südwesten, Mockritz im Westen, Strehlen im Norden, Reick im Nordosten, Prohlis im Osten sowie Torna und Kauscha im Südosten. Im Süden liegt der Ortsteil Goppeln der Gemeinde Bannewitz (Landkreis Sächsische Schweiz-Osterzgebirge).
An der Gemarkungsgrenze zu Gostritz liegt das 1 Hektar große Flächennaturdenkmal Hangwiese am Heiligen Born, eine artenreiche Glatthaferwiese mit Halbtrockenrasenbereich. An der Kreuzung von Feuerbach- und Wittenstraße befindet sich zudem eine als Einzelbaum geschützte Spanische Tanne.

## Geschichte
Leubnitz geht auf das 13. Jahrhundert zurück und stammt begrifflich vom altsorbischen „Lubanicz“ ab und bedeutet „Leute des/der Luban“. Wie bei vielen anderen Stadtteilen in Dresden beschreibt der Ortsname also nicht eine geographische Lage oder Besonderheit, sondern eine einstige Besitzzuordnung.
Leubnitz gehörte seit dem Jahr 1288 zum Kloster Altzella bei Nossen, aus dem weltlichen Gut entstand ein Klostergut. Da es mit seinen umgebenden Fluren und weiteren Dörfern der Gegend zu den wichtigsten Anbaugebieten des Klosters gehörte, entstand als Verbindungsweg zum Kloster der „Zellesche Weg“, der die Stadt Dresden umging. Der Zellesche Weg ist als Straße bis in die Gegenwart erhalten.
Das Gut wurde 1550 durch Kurfürst Moritz wieder säkularisiert und der Stadt Dresden unterstellt, aber nicht im heutigen Sinne eingemeindet. 1568 wurde das Dorf Neuostra für Bauern der Dörfer Groß- und Kleinostra angelegt. Ostra, das in der Nähe der Elbe westlich Dresdens lag, wurde aufgelöst, um das Ostragehege und ein Festungsvorwerk anlegen zu können. Durch die Auflösung des Klostergutes befand man die Flächen der Flur um Leubnitz für die Bauern beider Dörfer als ausreichend.
Am 1. Juni 1898 vereinigten sich Leubnitz und Neuostra zum Doppelort mit gemeinsamem Gemeinderat; 1903 wurde das Rathaus Leubnitz-Neuostra eingeweiht. Eine beabsichtigte Vereinigung mit Torna und Gostritz kam nicht zustande. Dadurch erhielten sich die Dorfkerne Altleubnitz und Neuostra bis in die Gegenwart.
Im Jahr 1902 wurde Leubnitz-Neuostra an das Straßenbahnnetz der nunmehr ausgeweiteten Stadt Dresden angeschlossen. Diese Strecke wurde 1974 wieder stillgelegt und durch eine Buslinie ersetzt. Nach Dresden eingemeindet wurde Leubnitz-Neuostra 1921. Im weiteren 20. Jahrhundert wurde Leubnitz-Neuostra kaum verändert und so stehen weite Teile des vom Leubnitzbach durchflossenen Dorfkerns unter Denkmalschutz. Es wurde aber in viele Richtungen durch Anbauten mit lockerer Villen- und Vorortbebauung ergänzt. Nach 1990 entstand noch einmal am südlichen Ende ein Gebiet mit einer neuen Wohnanlage.

## Sehenswürdigkeiten
- Dorfkerne Altleubnitz und Neuostra sowie Klosterteichplatz
- Klosterhof (in den 1990er Jahren wiedererrichtet)
- Kirche Leubnitz-Neuostra, mit einem Turm aus dem 12. Jahrhundert. In der Kirche befindet sich eine bemalte Holzdecke aus dem 17. Jahrhundert und das Epitaph des Oberlandbaumeisters Johann Friedrich Karcher. Es wurde von Johann Christian Kirchner geschaffen.
- Auf dem die Kirche umgebenden Friedhof befindet sich u. a. das sehenswerte Grabmal des „Bauernastronomen“ Johann Georg Palitzsch.

## Persönlichkeiten
- Johann Gotthilf Ziegler (1688–1747), Komponist und Organist, geboren in Leubnitz
- Carl Krägen (1797–1879), Klavierlehrer und Komponist, geboren in Leubnitz
- Annemarie Hähnsch (1904–1968), Tischtennis-Nationalspielerin